# Spodiopsar sericeus
El estornino piquirrojo (Spodiopsar sericeus) es una especie de ave paseriforme en la familia Sturnidae propia de Asia Oriental.

## Distribución

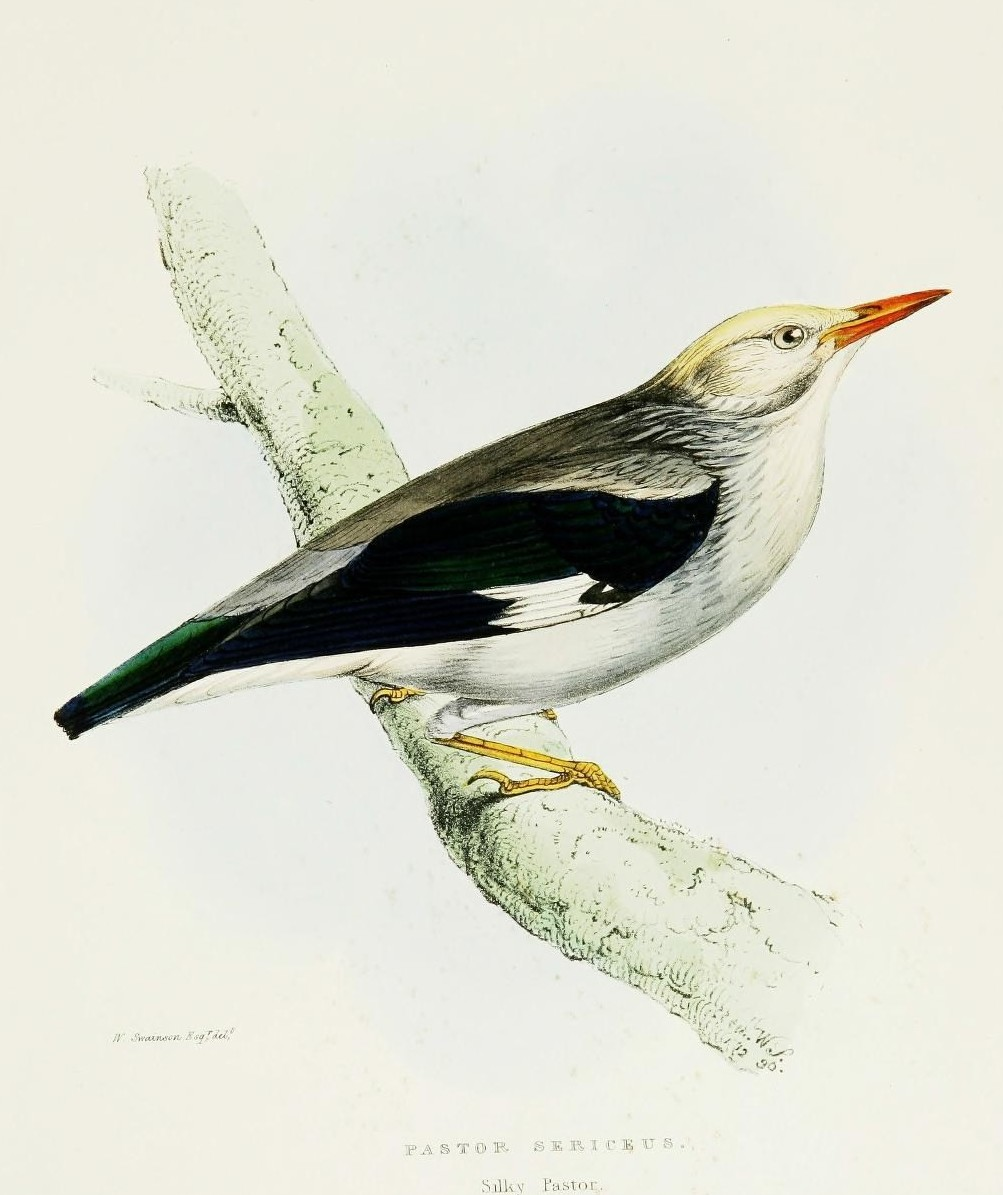
Ilustración de 1871

El área de distribución principal es el suroeste de China, al sur del río Yangtzé, donde es principalmente sedentario. En invierno a veces migra a Hong Kong y Vietnam con algunos vagabundos llegando hasta las Filipinas y Japón.

## Hábitat
Vive en áreas montañosas o tierras bajas entre pequeñas arboledas, prados, campos agrícolas y jardines. Busca su comida en el suelo o en los árboles. A diferencia de otras especies de estorninos, no se asocia con el ganado.